# Дёрнт, Майк
Майк Дёрнт (англ. Mike Dirnt, настоящее имя Michael Ryan Pritchard; род. 4 мая 1972, Беркли, Калифорния) — бас-гитарист и бэк-вокалист группы Green Day.

## Биография
Майкл Райан Притчард (Michael Ryan Pritchard), известный ныне как Майк Дёрнт (Mike Dirnt), родился 4 мая 1972 года в Беркли (Калифорния). Его мать была наркоманкой, поэтому он в раннем детстве был помещён в детский дом. В скором времени его усыновила пара молодожёнов, но когда Майку было всего 7 лет, его приёмные родители развелись. Поначалу Майкл жил с отцом, но вскоре из-за постоянных ссор был вынужден поселиться у матери. «Всякое случается в жизни» — говорит Майк. «Когда я был в четвёртом или пятом классе, мамы не было дома всю ночь. Наутро она пришла с мужчиной, который тут же въехал к нам. Я никогда не встречал его раньше, и в одно мгновение он стал моим отчимом. Мы не ладили долгое время, но когда я окончил школу, мы стали достаточно близки. Он многое дал мне. Например, он воспитал во мне дух работника. Но потом, когда мне было 17, он умер».
К тому времени Майк уже два года жил отдельно от семьи. Потом он начал снимать комнату в доме Билли Джо Армстронга (Billie Joe Armstrong). Все выходные Майк и Билли проводили вместе с группой Gilman Street. В то время Майк продолжал учиться, играл в группе Sweet Children, подрабатывал поваром. Затем он с трудом окончил школу, а всё потому, что мать отказалась подписать некоторые бумаги. «У меня был тяжёлый разговор с матерью», — говорит Майк. «Я сказал ей тогда, что у неё даже не было времени спросить меня о том, посещал ли я школу, делал ли уроки и т. п. Я сказал, чтобы она перестала играть роль матери только раз в году, так как меня это уже достало и стало доставлять неприятности. В общем, поругались мы крепко». В итоге Майк всё же окончил школу и даже посещал курсы при колледже.

## Личная жизнь
В 1996 году Майк женился на своей девушке Анастасии, с которой встречался долгое время. В апреле 1997 года она родила ему дочь, названную Эстеллой-Дезайр Притчард (Estelle Desiree). В настоящее время Майк и Анастасия разведены, однако поддерживают тёплые дружеские отношения. В 2004 году Майк снова женился, но вскоре новая жена ушла от него, потому что он проводил слишком много времени в студии, работая над альбомом American Idiot. 11 октября 2008 года у него появился сын Брикстон Майкл от нынешней жены Бриттни Кейд, с которой они обвенчались на приватной церемонии 14 марта 2009. 29 ноября 2010 у них родилась дочь Райан Руби Мэй (Ryan Ruby Mae).
Майк является поклонником «Звёздных войн», в одном из интервью он сказал: «Основная часть моих религиозных убеждений базируется на „Звёздных войнах“».
Так же Дёрнт является совладельцем Rudy’s Can’t Fail Cafe, закусочных в Эмервилле, Калифорния и Оклэнд, Калифорния. Закусочная получила своё название благодаря песне панк-группы The Clash — Rudie Can’t Fail с их альбома London Calling. Названия блюд в меню имеют панк-тематику, например, «God save the chicken» отсылает к песне «God Save the Queen» Sex Pistols и «Give 'Em Enough Meatloaf», отсылающее к «Give 'Em Enough Rope» The Clash.
После выхода альбома Warning Майку понадобилась операция для исправления синдрома запястного канала.

## Песни и вокал
Хоть основным лириком в группе Green Day является Билли Джо Армстронг, Майк написал тексты к песням «Emenius Sleepus», «J.A.R.», «Scumbag», «Ha Ha You’re Dead» и субтрек «Nobody Likes You» из песни «Homecoming», вместе с Армстронгом является соавтором песен «Best Thing in Town», «The One I Want» и «Panic Song», а также сочиняет все бас-партии песен Green Day. Дёрнт исполняет песню «Governator», третий куплет песни «Outsider» из сборника Shenanigans и поет во второй половине «American Eulogy (Modern World)» с альбома 21st Century Breakdown.

## Другие проекты
Также Майк Дёрнт выступал в таких группах, как the Frustrators (где играет до сих пор), Screeching Weasel, Crummy Musicians, Squirtgun. Его музыкальным амплуа является бас-гитара. Однако ему ещё близки акустическая гитара и ударная установка. Кроме того, в некоторых песнях можно услышать его бэк-вокал.

## Инструменты
- Mike Dirnt Precision Bass®
- Pawn Shop™ Reverse Jaguar® Bass

## Дискография

### Green Day
- 1,039/Smoothed Out Slappy Hours (1990)
- Kerplunk! (1992)
- Dookie (1994)
- Insomniac (альбом Green Day) (1995)
- Nimrod. (1997)
- Warning: (1999)
- International Superhits! (2001)
- Shenanigans (2002)
- American Idiot (2004)
- Bullet in a Bible (2005)
- 21st Century Breakdown (2009)
- ¡Uno! (2012)
- ¡Dos! (2012)
- ¡Tré! (2013)
- Revolution Radio (2016)

### The Network
- Money Money 2020 (2003)

### Foxboro Hot Tubs
- Stop Drop and Roll!!! (2008)

### The Frustrators
- Achtung Jackass (2002)
- Bored in the USA EP (2002)

### Screeching Weasel
- How to Make Enemies and Irritate People (1994)

### Squirtgun
- Squirtgun (1995)

### Работа в СМИ
- Царь горы — (сериал — 1997) — лицо
- Riding in Vans with Boys (фильм — 2003) — самого себя
- Страшно живи! Страшно умри! (фильм — 2006)
- Симпсоны в Кино (фильм — 2007) — самого себя
- Сердце, как ручная граната (фильм — 2008) — самого себя
- Green Day: Rock Band (видео игра — 2010) — самого себя